# فايزة العماري
فايزة العماري (بالفرنسية: Fayza ALamari؛ مواليد 1974) هي لاعبة كرة يد فرنسية سابقة من أصول جزائرية. لعبت في الدوري الفرنسي الأول لكرة اليد مع نادي آس بوندي من أواخر التسعينات إلى أوائل العقد الأول من القرن الحادي والعشرين. كانت تلعب في مركز الجناح الأيمن. وهي والدة لاعب كرة القدم الفرنسي كيليان مبابي.